# 군집주행
군집주행(영어: Platooning)이란, 두 대 이상의 차량을 하나의 체계로 묶어 동일한 간격을 두고 주행하는 기술이다.

## 상세
군집주행은 V2X 기술을 이용해 앞차와 뒤차가 서로 가속, 감속, 정차 등 차량 제어 정보를 공유하고, 차량에 설치된 각종 센서를 통해 수집된 정보를 실시간으로 공유한다. 실시간 정보 공유를 통해 급정거와 같은 비상상황이 발생할 경우, 운전자보다 빠르게 대처하여 사고를 예방한다.

## 논란
2016년, 보안 연구원 트로이 헌트가 커넥트 앱 계정을 이용하여 닛산 리프 차량을 해킹하는데 성공했다. 또한, 중국 킨시큐리티랩 기업은 테슬라 차량을 해킹하여 14마일 떨어진 곳에서 주행하던 차량의 브레이크를 조작하는데 성공했다. 이와 같이 관련 업계에서는 침입 방지 시스템, 방화벽의 구축 등 보안이 필요하다고 밝혔다.

## 현황
2016년 4월, 네덜란드 로테르담에서 유럽 트럭 플래투닝 챌린지 2016을 개최했으며, 유럽 5개국(스웨덴, 덴마크, 독일, 벨기에, 네덜란드)에서 출발한 트럭이 로테르담항까지 군집주행으로 이동했다. 선두차량에 운전자가 탑승하여 리드하면 후속 차량이 뒤따르는 방식으로 미국 자동차기술학회의 자율주행 단계 가운데 Level 1에 속한다. 
2018년 1월, 일본 신토메이 고속도로에서 세계 최초로 서로 다른 메이커의 트럭을 이용해 군집주행을 하는데 성공했다.  
2019년 11월, 현대자동차가 국내 최초로 고속도로 내 대형트럭 군집주행 시연에 성공했다. 군집주행 생성, 타 차량 컷 인/컷 아웃, 동시 긴급제동, V2V 통신 기술 등의 시연을 보였다.

## 같이 보기
- 무인자동차
- V2X
- 자율주행